# Обуховская сельская территория
Обуховская сельская территория — административно-территориальная единица Старооскольского городского округа включающая в себя 5 населенных пунктов: Обуховка, Бабанинка, Готовье, Новиково, Песочный. Административный центр — село Обуховка.

## Состав сельской территории
| № | Населённый пункт | Тип населённого пункта       | Население |
| - | ---------------- | ---------------------------- | --------- |
| 1 | Бабанинка        | село                         | ↘119      |
| 2 | Готовье          | село                         | ↘52       |
| 3 | Новиково         | село                         | ↘51       |
| 4 | Обуховка         | село, административный центр | ↗1159     |
| 5 | Песочный         | хутор                        | ↘11       |

## Географические данные
| Общая площадь        | 5100 га. |
| -------------------- | -------- |
| Сельхозугодья        | 2100 га. |
| Пашня                | 1300 га. |
| Сенокосы, пастбища   | 400 га.  |
| Леса и лесополосы    | 1300 га. |
| Реки, пруды, водоемы | 15 га.   |
| Протяженность дорог  | 22,7 км. |